# Harriet Kavanagh
Harriet Kavanagh (Irlanda, 13 de outubro de 1799 — Condado de Kilkenny, 14 de julho de 1885) foi uma artista, viajante e antiquária irlandesa, descrita como uma "mulher de alta cultura e de um poder artístico incomum". Harriet é, ainda, descrita como a primeira mulher irlandesa a viajar ao Egito.